# Tommaso Zafferani
Tommaso Zafferani, né le 19 février 1996 est un footballeur international saint-marinais qui évolue au poste d'ailier droit à La Fiorita.

## Biographie

### Carrière nationale
Le 4 juin 2016, Zafferani réalise ses débuts avec la sélection saint-marinaise, lors d'une écrasante défaite contre la Croatie (défaite 0-10).

## Palmarès
- Champion de Saint-Marin en 2017 avec La Fiorita
- Vainqueur de la Coupe de Saint-Marin en 2016 et 2021 avec La Fiorita